# Plan (projekt)
 For alternative betydninger, se Plan. (Se også artikler, som begynder med Plan)
En plan er en – oftest nedskreven – beskrivelse af handlinger, der kræves for at opnå et specifikt mål indenfor en given tidsramme.
Planen angiver I detaljer hvad der skal gøres, hvornår, hvordan og af hvem – og inkluderer vanligvis en beskrivelse af forventet udfald samt evt. best case og worst case scenario.
Plan og Planlægning er vigtige begreber inden for projektledelse og management. Der findes mange uddannelser inden for området. Aalborg Universitet har fx underafdelingen Institut for Planlægning under det Det Tekniske Fakultet for IT og Design dedikeret til området.